# College Football Championship Game 2019
Match précédent Match suivant
Le College Playoff Championship Game 2019 est un match de football américain de niveau universitaire d'après saison régulière organisé par la NCAA .
Il se déroule le 7 janvier 2019 au Levi's Stadium de Santa Clara dans l'état de Californie aux États-Unis.
Ce match constitue la finale nationale du Championnat NCAA de football américain 2018 de la Division 1 FBS et est donc l'apothéose de la saison 2018 de football américain universitaire. Il oppose les deux premières équipes de la saison régulière selon les classements du CFP, AP et Coaches soit le Crimson Tide de l'Alabama représentant la Southeastern Conference et les Tigers de Clemson représentant l'Atlantic Coast Conference.
Il s'agit de la 5e édition du College Football Championship Game laquelle a été retransmise en radio et télévision par ESPN/ESPN Radio/ESPN Deportes.
Sponsorisé par la société de télécommunications AT&T, le match est officiellement dénommé le College Football Playoff National Championship presented by AT&T.
Les Tigers de Clemson battent le Crimson Tide de l'Alabama sur le score de 44 à 16 et remportent le titre national universitaire avec un bilan final sur la saison de 15 victoires sans défaites.
Clemson devient la première équipe à remporter 15 victoires sur une saison depuis les Penn Quakers en 1897,. C'est la plus large défaite dans les chiffres (28 points d'écart) pour Alabama au cours de l'ère Nick Saban (depuis 2007) et depuis leur défaite lors du Music City Bowl de 1998 par 31 points d'écart.

## Qualifications
C'est en date du 2 décembre que le comité de sélection du College Football Playoff a désigné les quatre équipes accédant aux séries éliminatoires du championnat NCAA de football américain 2018 :
- Le Crimson Tide de l'Alabama classée no 1 du pays à l'issue de la saison régulière ;
- Les Tigers de Clemson classés no 2 ;
- Les Fighting Irish de Notre Dame classés no 3 ;
- Les Sooners de l'Oklahoma classés no 4.

Les demi finales se sont déroulées le 29 décembre 2018 lors de l'Orange Bowl 2018 et du Cotton Bowl Classic 2018 comme indiqué dans le tableau ci-dessous.
|  | Demi finales                                                                | Demi finales                                                                |                              |    | Finale                                                                                          | Finale                                                                                          |
|  | Demi finales                                                                | Demi finales                                                                |                              |    | Finale                                                                                          | Finale                                                                                          |
|  |                                                                             |                                                                             |                              |    |                                                                                                 |                                                                                                 |
|  | Sugar Bowl 2018 31 décembre 2018, Hard Rock Stadium, Miami Gardens, Floride | Sugar Bowl 2018 31 décembre 2018, Hard Rock Stadium, Miami Gardens, Floride |                              |    | College Football Championship Game 2019 7 janvier 2019, Levi's Stadium, Santa Clara, Californie | College Football Championship Game 2019 7 janvier 2019, Levi's Stadium, Santa Clara, Californie |
|  | Sugar Bowl 2018 31 décembre 2018, Hard Rock Stadium, Miami Gardens, Floride | Sugar Bowl 2018 31 décembre 2018, Hard Rock Stadium, Miami Gardens, Floride |                              |    | College Football Championship Game 2019 7 janvier 2019, Levi's Stadium, Santa Clara, Californie | College Football Championship Game 2019 7 janvier 2019, Levi's Stadium, Santa Clara, Californie |
|  | #1 Crimson Tide de l'Alabama                                                | 45                                                                          |                              |    | College Football Championship Game 2019 7 janvier 2019, Levi's Stadium, Santa Clara, Californie | College Football Championship Game 2019 7 janvier 2019, Levi's Stadium, Santa Clara, Californie |
|  | #1 Crimson Tide de l'Alabama                                                | 45                                                                          |                              |    | College Football Championship Game 2019 7 janvier 2019, Levi's Stadium, Santa Clara, Californie | College Football Championship Game 2019 7 janvier 2019, Levi's Stadium, Santa Clara, Californie |
|  | #4 Sooners de l'Oklahoma                                                    | 34                                                                          |                              |    | College Football Championship Game 2019 7 janvier 2019, Levi's Stadium, Santa Clara, Californie | College Football Championship Game 2019 7 janvier 2019, Levi's Stadium, Santa Clara, Californie |
|  | #4 Sooners de l'Oklahoma                                                    | 34                                                                          | #1 Crimson Tide de l'Alabama | 16 |                                                                                                 |                                                                                                 |
|  | Cotton Bowl Classic 2018 31 décembre 2018, AT&T Stadium, Arlington, Texas   |                                                                             | #1 Crimson Tide de l'Alabama | 16 |                                                                                                 |                                                                                                 |
|  |                                                                             | #2 Tigers de Clemson                                                        | 44                           |    |                                                                                                 |                                                                                                 |
|  | #2 Tigers de Clemson                                                        | #2 Tigers de Clemson                                                        | 44                           | 30 |                                                                                                 |                                                                                                 |
|  | #2 Tigers de Clemson                                                        |                                                                             |                              | 30 |                                                                                                 |                                                                                                 |
|  | #3 Fighting Irish de Notre Dame                                             | 3                                                                           |                              |    |                                                                                                 |                                                                                                 |
|  | #3 Fighting Irish de Notre Dame                                             | 3                                                                           |                              |    |                                                                                                 |                                                                                                 |

## Le stade

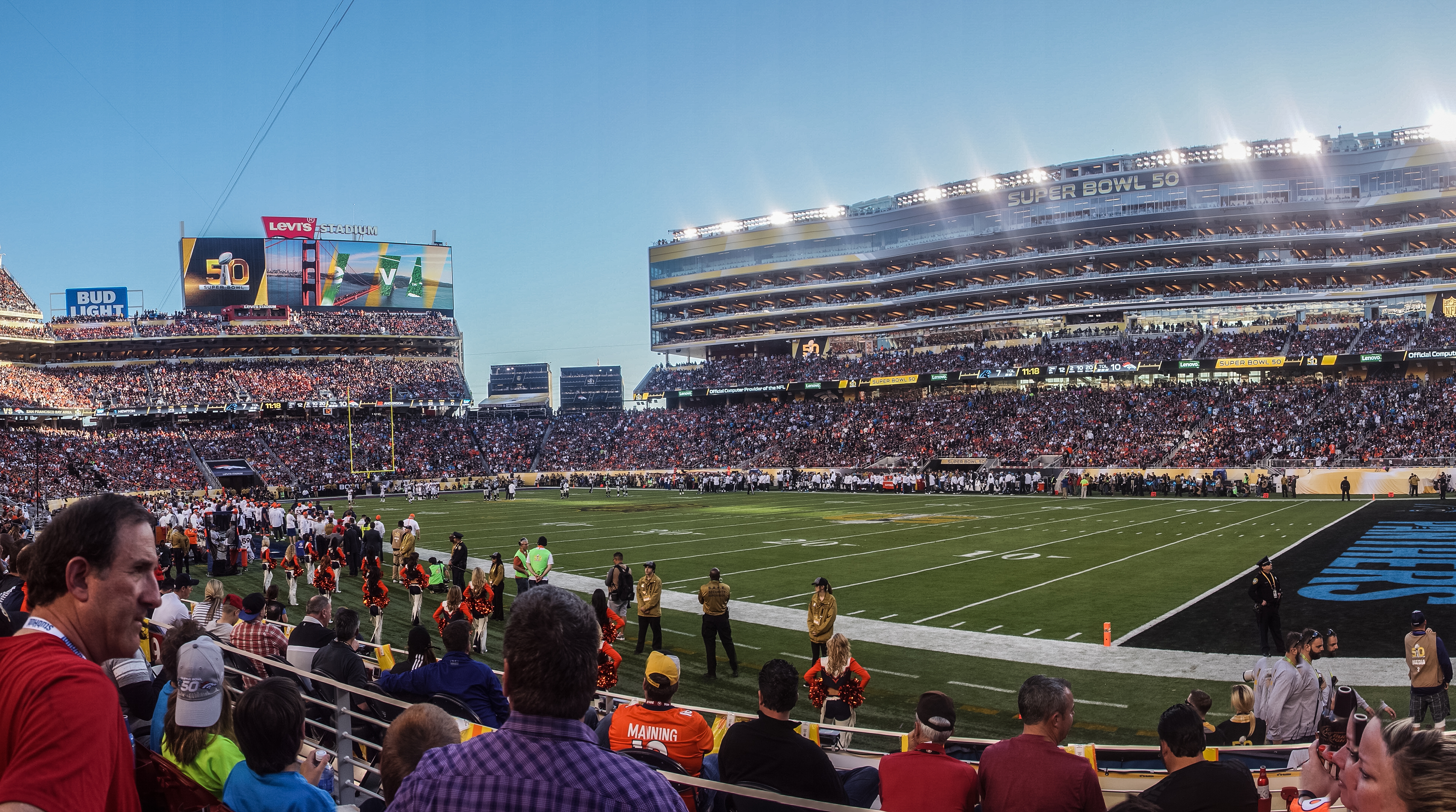
Le Levi's Stadium, hôte du CFP National Championship Game

Le 4 novembre 2015, le Levi's Stadium de Santa Clara en Californie est désigné pour accueillir le 5e College Football Championship Game concluant la saison 2018 de NCAA Division I FBS le 4 novembre 2015.
Sa capacité normale est de 68 500 places mais peut être portée à 75 000 en configuration football américain et il accueille les rencontres des 49ers de San Francisco de la NFL depuis juillet 2014. Il est situé à 62 km de San Francisco.
Il a également accueilli la 50e édition du Super Bowl le 7 février 2016.
Le stade a été inauguré le 17 juillet 2014 et se pelouse naturelle est en Tifway II Bermuda Grass,.

## Les deux équipes
Alabama avait battu à 14 reprises Clemson sur les 18 matchs joués entre ces deux équipes. Elles s'étaient rencontrées chaque fois en playoffs lors des trois dernières saisons :
- le College Football Championship Game 2016, remporté 45 à 40 par Alabama
- le College Football Championship 2017, remporté 35 à 31 par Clemson
- en demi-finale lors du 2018 Sugar Bowl, remporté 24 à 6 par Alabama[16].

Les deux équipes étant invaincues avant la finale (14-0), c'est la première fois de l'histoire du CFP que son vainqueur aura été invaincu de toute la saison. La dernière fois que deux équipes invaincues s'étaient disputé le titre national remonte au BCS National Championship Game 2011 (victoire d'Auburn (13-0) sur Oregon (12–0)) en conclusion de la saison 2010. Le dernier vainqueur du titre national ayant terminé invaincu sur toute la saison était l'équipe des Gators de la Floride (14-0) vainqueurs du BCS National Championship Game 2014 en conclusion de la saison 2013.

### Crimson Tide de l'Alabama
Le 1er décembre 2018, Alabama gagne la finale de conférence SEC en battant les Bulldogs de la Géorgie. Le 2 décembre 2018, ils sont sélectionnés pour participer au College Football Playoff. Le 29 décembre, Alabama remporte l'Orange Bowl 2018 en battant les Sooners de l'Oklahoma et se qualifient pour la finale nationale affichant un bilan de 14 victoires sans défaite.
Le 27 décembre 2018, avant l'Orange Bowl, la NCAA déclare que trois joueurs d’Alabama (dont le titulaire de ligne offensive Deonte Brown) sont suspendus pour le reste de la saison à la suite de violations des règlements NCAA,.

### Tigers de Clemson
Clemson remporte la finale de conférence ACC en battant les Panthers de Pittsburgh le 1er décembre et son sélectionné le 2 décembre pour participer au College Football Playoff de 2018. Clemson bat Notre Dame lors du Cotton Bowl Classic 2018 le 29 décembre et se qualifie pour la finale nationale.
Les Tigers affichent donc un bilan de 14 victoires sans défaite avant de jouer la finale.
Le 3 janvier 2019, trois joueurs de Clemson (dont le titulaire de ligne défensive Dexter Lawrence) restent suspendus par la NCAA à la suite d'un contrôle positif avant le Cotton Bowl Classic. Ce contrôle avait démontré la présence de traces d'une substance interdite à savoir l'Enobosarm dénommée également Ostarine (en),.

## Les titulaires

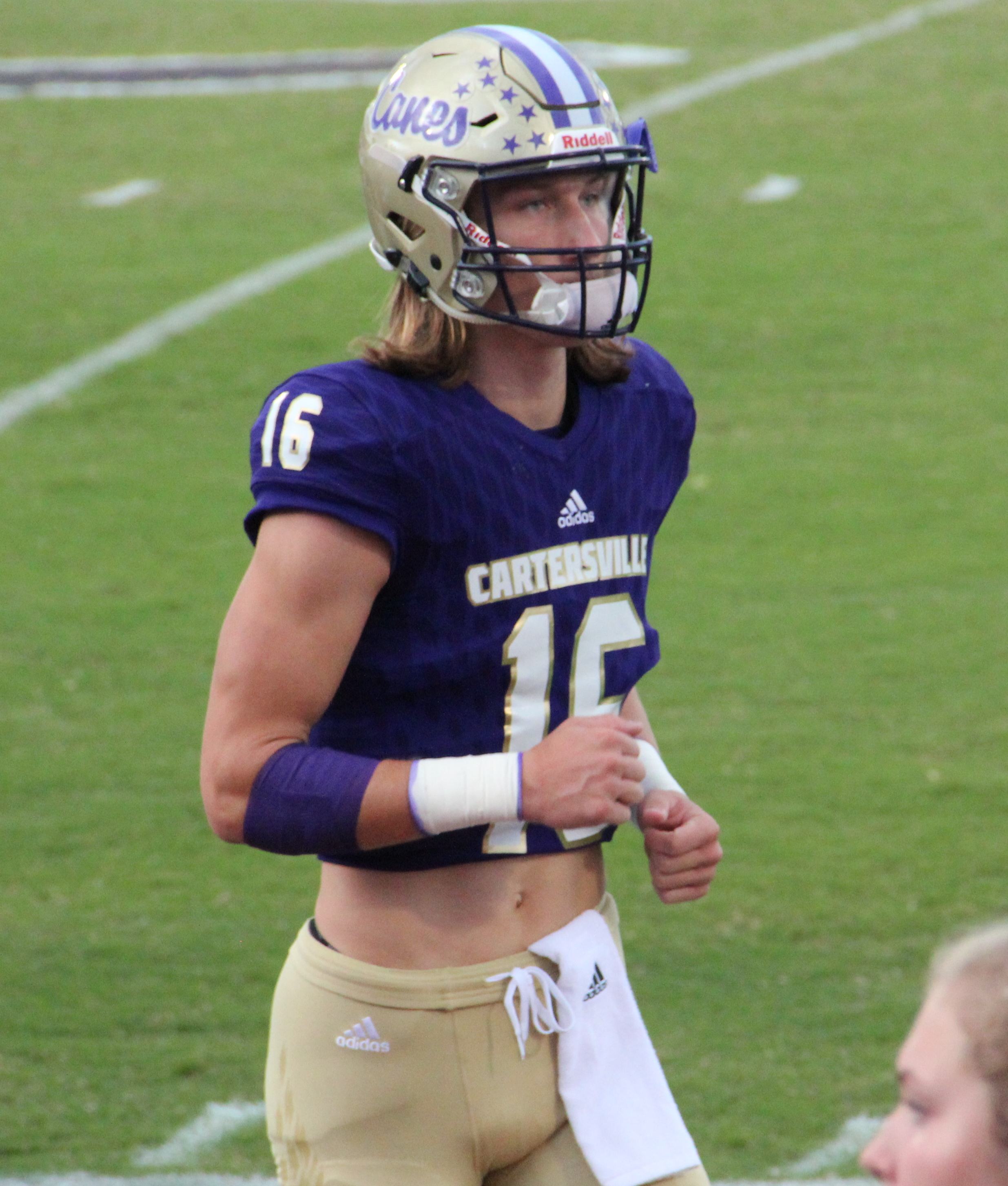
Trevor Lawrence QB de Clemson.

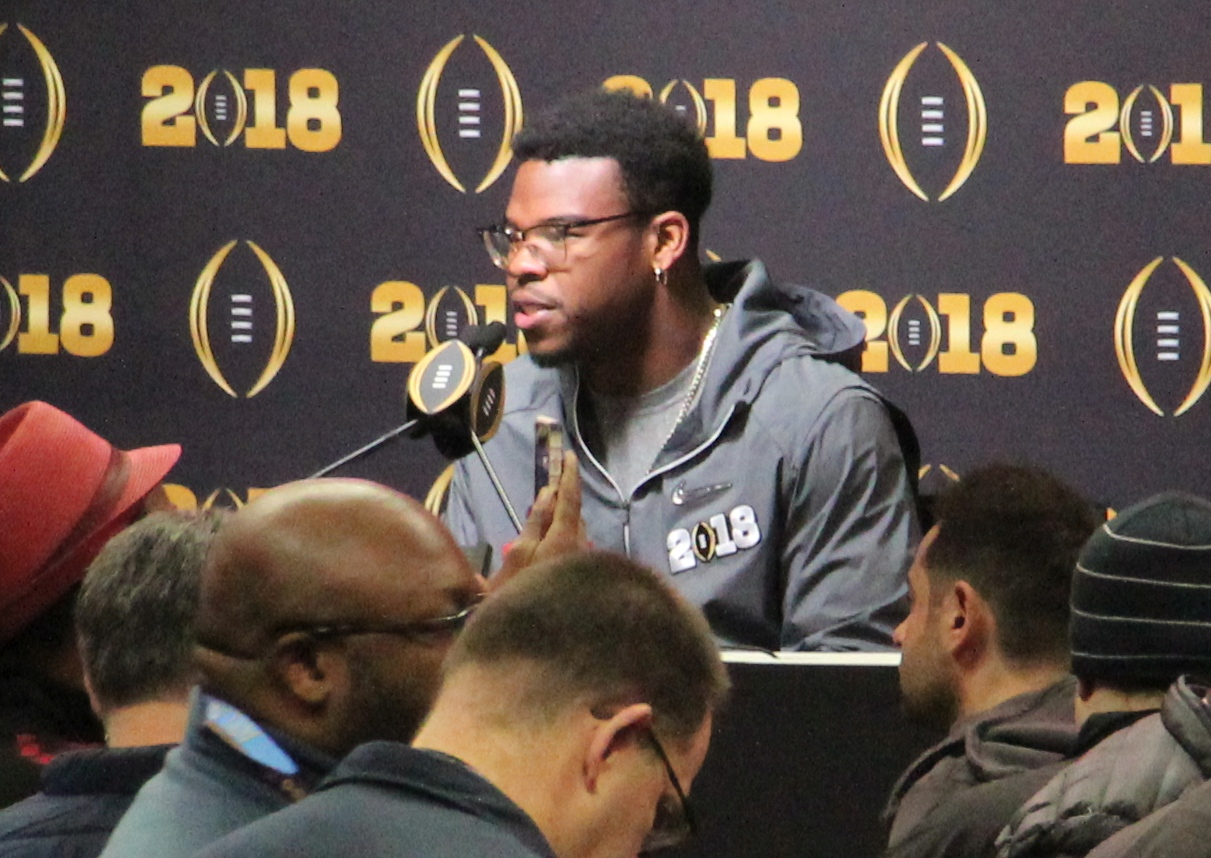
RB d’Alabama.

| Alabama                                  | Position | Position | Clemson            |
| ---------------------------------------- | -------- | -------- | ------------------ |
| Henry Ruggs III                          | WR       | WR       | Tee Higgins        |
| Devonta Smith                            | WR       | WR       | Hunter Renfrow     |
| Jonah Williams~                          | LT       | LT       | Mitch Hyatt (en)~  |
| Lester Cotton                            | LG       | LG       | John Simpson       |
| Ross Pierschbacher                       | C        | C        | Justin Falcinelli  |
| Alex Leatherwood                         | RG       | RG       | Gage Cervenka      |
| Jedrick Wills Jr.                        | RT       | RT       | Tremayne Anchrum   |
| Irv Smith Jr. (en)                       | TE       | TE       | Milan Richard      |
| Jerry Jeudy~                             | WR       | WR       | Amari Rodgers (en) |
| Tua Tagovailoa~                          | QB       | QB       | Trevor Lawrence    |
| Damien Harris (en)                       | RB       | RB       | Travis Etienne     |
| ~ signifie sélectionné All American 2018 |          |          |                    |

| Alabama                                  | Position | Position | Clemson            |
| ---------------------------------------- | -------- | -------- | ------------------ |
| Isaiah Buggs (en)                        | DE       | DE       | Clelin Ferrell~    |
| Quinnen Williams~                        | NG       | NG       | Christian Wilkins~ |
| Raekwon Davis (en)                       | DE       | DE       | Albert Huggins     |
| Anfernee Jennings                        | WLB      | WLB      | Austin Bryant (en) |
| Mack Wilson                              | MLB      | MLB      | Tre Lamar          |
| Dylan Moses                              | WLB      | WLB      | Kendall Joseph     |
| Jamey Mosley                             | SLB      | CB       | Mark Fields        |
| Saivion Smith                            | CB       | CB       | A. J. Terrell      |
| Patrick Surtain Jr.                      | CB       | CB       | Trayvon Mullen     |
| Xavier McKinney                          | SS       | SS       | K'Von Wallace      |
| Deionte Thompson (en)~                   | FS       | FS       | Tanner Muse        |
| ~ signifie sélectionné All American 2018 |          |          |                    |

## Les deux entraîneurs

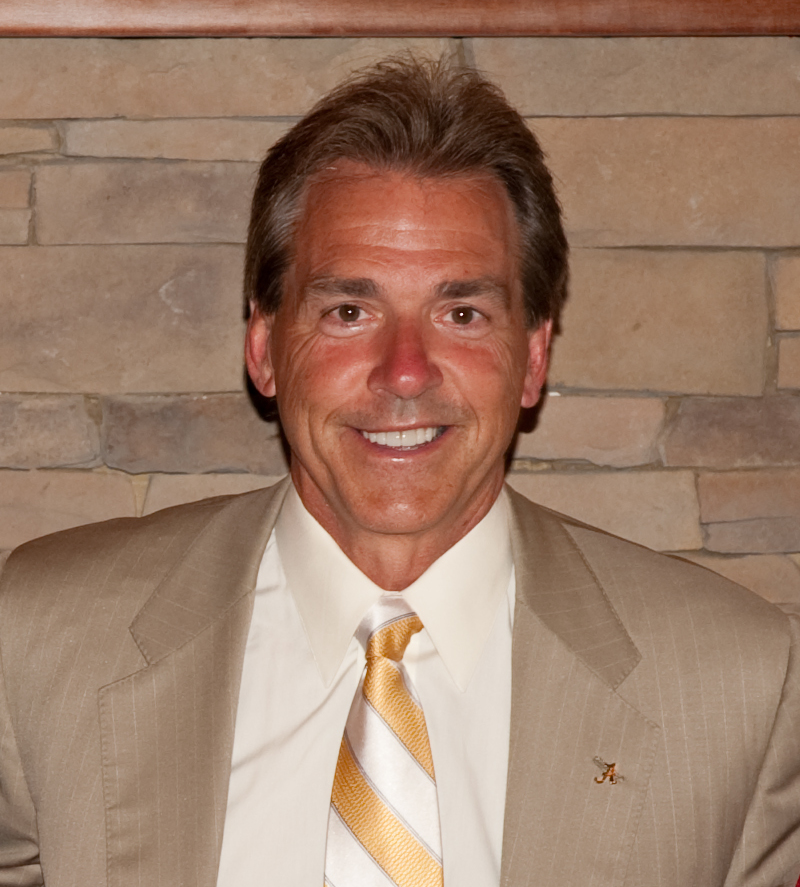
Le Crimson Tide est entraîné par Nick Saban.
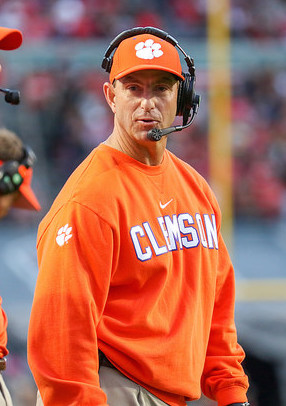
Les Tigers de Clemson sont entraînés par Dabo Swinney.

## Résumé du match
Résumé et photo sur la page du site francophone The Blue Pennant
| QT          | Temps       | Drive       | Drive       | Drive       | Équipe      | Description de l'action | Score | Score |
| QT          | Temps       | Jeux        | Yards       | TDP         | Équipe      | Description de l'action | CLEM  | ALA   |
| ----------- | ----------- | ----------- | ----------- | ----------- | ----------- | --- | ----- | ----- |
| 1           | 13:20       | -           | -           | -           | CLEM        | TD à la suite d'une interception retournée sur 44 yards par CB A. J. Terrell + 1 point de conversion par K Greg Huegel k                                                         | 7     | 0     |
| 1           | 12:05       | 3           | 75          | 01:15       | ALA         | TD de 62 yards par WR Jerry Jeudy à la suite d'une réception de passe de QB Tua Tagovailoa + 1 point de conversion par K Joseph Bulovas                                          | 7     | 7     |
| 1           | 10:35       | 4           | 75          | 01:30       | CLEM        | TD à la suite d'une course de 17 yards par RB Travis Etienne + 1 point de conversion par K Greg Huegel                                                                           | 14    | 7     |
| 1           | 06:23       | 10          | 75          | 04:12       | ALA         | TD de 1 yard par TE Hale Hentges à la suite d'une réception de passe de QB Tua Tagovailoa mais la tentative de conversion à 1 point par K Joseph Bulovas échoue (passe à droite) | 14    | 13    |
| 2           | 14:18       | 11          | 45          | 06:07       | ALA         | FG de 25 yards par K Joseph Bulovas | 14    | 16    |
| 2           | 11:38       | 6           | 65          | 02:40       | CLEM        | TD à la suite d'une course de 1 yard par RB Travis Etienne + 1 point de conversion par K Greg Huegel                                                                             | 21    | 16    |
| 2           | 04:38       | 8           | 47          | 03:27       | CLEM        | TD de 5 yards par RB Travis Etienne à la suite d'une réception de passe de QB Trevor Lawrence + 1 point de conversion par K Greg Huegel                                          | 28    | 16    |
| 2           | 00:45       | 8           | 61          | 01:19       | CLEM        | FG de 36 yards par K Greg Huegel | 31    | 16    |
| 3           | 08:26       | 3           | 76          | 01:21       | CLEM        | TD de 74 yards par WR Justyn Ross à la suite d'une réception de passe de QB Trevor Lawrence mais la tentative de conversion à 1 point par K Greg Huegel échoue (passe à gauche)  | 37    | 16    |
| 3           | 00:21       | 12          | 89          | 05:21       | CLEM        | TD de 5 yards par WR Tee Higgins à la suite d'une réception de passe de QB Trevor Lawrence + 1 point de conversion par K Greg Huegel                                             | 44    | 16    |
| Score final | Score final | Score final | Score final | Score final | Score final | Score final | 44    | 16    |

## Statistiques
| Système | Nom                | Équipe  | Poste |
| ------- | ------------------ | ------- | ----- |
| Attaque | Trevor Lawrence    | Clemson | QB    |
| Défense | Trayvon Mullen Jr. | Clemson | RB    |

| Statistiques                           | CLEM                                                  | ALA                                                 |
| -------------------------------------- | ----------------------------------------------------- | --------------------------------------------------- |
| 1er down                               | 21                                                    | 23                                                  |
| 1er down à la course                   | 7                                                     | 12                                                  |
| 1er down à la passe                    | 12                                                    | 11                                                  |
| 1er down suite pénalité                | 2                                                     | 0                                                   |
| Conversion de 3e down                  | 10/15                                                 | 4/13                                                |
| Conversion de 4e down                  | 1/1                                                   | 3/6                                                 |
| Jeux–yards                             | 63 jeux pour 482 yards                                | 73 jeux pour 443 yards                              |
| Yards à la course                      | 31 courses pour 135 yards moyenne de 4,4 yards/course | 37 courses pour 148 yards moyenne de 4 yards/course |
| Yards à la passe                       | 347                                                   | 295                                                 |
| Passes : Réussies-Tentées-Interceptées | 20/32 passes complétées, 0 interception               | 22/36 passes complétées, 2 interceptions            |
| Réussite en zone rouge/chances         | 5/6                                                   | 2/4                                                 |
| TD                                     | 6                                                     | 2                                                   |
| Field Goals                            | 1/1                                                   | 1/1                                                 |
| Sacks (Nombre-Yards)                   | 2 pour 15 yards adverses perdus                       | 0/0                                                 |
| Fumbles (Nombre/Perdus)                | 0/0                                                   | 2/0                                                 |
| Pénalités (Nombre/Yards perdus)        | 1 pour 12 yards perdus                                | 6 pour 60 yards perdus                              |
| Turnovers(s) (Nombre/Yards perdus)     | 0/0                                                   | 2/14 yards perdus                                   |
| Temps de possession                    | 28:23                                                 | 31:37                                               |

| Quarterbacks        | Quarterbacks    | Quarterbacks                                                                                    |
| ------------------- | --------------- | ----------------------------------------------------------------------------------------------- |
| CLEM                | Trevor Lawrence | 20/32 passes complétées, 347 yards, 0 interception, 3 TDs, 0 sack subi, évaluation QB de 184,5  |
| ALA                 | Tua Tagovailoa  | 22/34 passes complétées, 295 yards, 2 interceptions, 2 TDs, 1 sack subi, évaluation QB de 142,5 |
| Meilleurs coureurs  |                 |                                                                                                 |
| CLEM                | Travis Etienne  | 14 courses pour 86 yards nets gagnés, 2 TDs, moyenne de 6,1 yards/course                        |
| ALA                 | Harris,Najee    | 9 courses pour 59 yards nets gagnés, 0 TD, moyenne de 6,6 yards/course                          |
| Meilleurs receveurs |                 |                                                                                                 |
| CLEM                | Justin Ross     | 6 réceptions pour 153 yards gagnés, 1 TD                                                        |
| ALA                 | Smith,DeVonta   | 6 réceptions pour 55 yards gagnés, 0 TD                                                         |
| Meilleurs tacklers  |                 |                                                                                                 |
| CLEM                | Isaiah Simmons  | 9 tacles dont 7 en solo, 1 TFL (3 yards)                                                        |
| ALA                 | McKinney,Xavier | 7 tacles dont 6 en solo                                                                         |